# Движение национального пробуждения Южного Азербайджана
«Движение национального пробуждения Южного Азербайджана» (азерб. Güney Azərbaycan Milli Oyanış Hərəkatı, сокращённо GAMOH) — националистическая организация азербайджанцев Ирана.
Основатель — Махмудали Чехраганлы, ранее — профессор Тебризского университета и кандидат в мэры Тебриза. Он возглавлял «Движение национального освобождения Южного Азербайджана», но в 2002 году покинул его вместе с группой сторонников и основал GAMOH.
После 2002 года Чехраганлы позиционирует себя как сторонника федерализации Ирана, а не отделения Иранского (Южного) Азербайджана от Ирана и вхождения в состав Азербайданской Республики или Турции. По мнению исследователей из Института Центральной Азии и Кавказа, хотя он «избегает прямо говорить об отделении иранского Азербайджана в качестве цели GAMOH, его риторика многими была истолкована как подразумевающая именно это». По утверждению членов организации, она продвигает азербайджанскую культурную и языковую идентичность, а также секуляризм и право на самоопределение для азербайджанцев Ирана.
Организация открыла 24 представительства вне Ирана. Она представляет регион Иранский Азербайджан в Организации объединённых непредставленных наций.